# Yima
För andra betydelser, se Yima (olika betydelser).
Yima eller Jamshid (persiska جمشید) är en gestalt i den zoroastriska mytologin, en kung som hör hemma i den gyllene tidsåldern.
Yima omnämns som en anfader till det iranska folket och enligt profeten Zarathustra var han källan till alla etiska misstag.